# Tomba d'Amarna 4
La tomba de l'antic Egipte del noble Meryre I, coneguda com la tomba d'Amarna 4, es troba en el grup de tombes conegudes col·lectivament com les tombes Nord, prop de la ciutat d'Amarna, a Egipte.
Meryre I va ser «primer servidor d'Aton en el Gran temple d'Aton d'Amarna» i «portador del ventall a la dreta del rei».
Si s'hagués acabat aquesta tomba hauria estat la més gran de les tombes dels nobles d'Amarna. Es va intentar fer una façana àmplia i impressionant, i conté una habitació extra: una avantcambra entre l'entrada i la sala exterior.
Durant el temps dels cristians coptes, es van construir habitatges de pedra en la part davantera. Dins de la tomba, hi ha molts petits forats a les parets que daten d'aquesta època.

## Façana

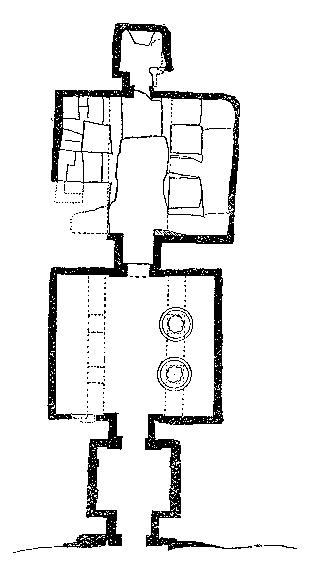
Planta de la tomba de Meryre

Hi ha una cornisa per sobre de la porta feta d'una fila de blocs tallats, que es van col·locar en un solc que hi ha en la paret del penya-segat. Al voltant de la porta, hi havia originàriament oracions a Aton i a la família reial, però estan gairebé esborrades i es troben a la part interna de la porta de ferro que hi ha actualment a l'entrada de la tomba.

## Entrada a l'avantcambra
Meryre I està dret i oferint una oració a Aton. Hi ha restes del patró pintat al sostre.

## Avantcambra
Al voltant dels costats de l'entrada, Meryre I ofereix una oració al rei. A les parets laterals de l'avantcambra hi ha falses portes tallades a la roca. Els panells de la dreta i de l'esquerra de cadascuna estan decorats amb cartutxos d'Aton, i del rei i la reina en parella i amb rams de flors. Al voltant de la porta nord, hi ha una llinda que originàriament mostrava Meryre I agenollat per adorar els cartutxos, i als brancals hi ha oracions funeràries a Aton i al rei.

## Entrada a la sala exterior
Al costat dret Meryre I està en actitud d'adoració. El text adjunt és l'anomenat Petit himne a Aton. Al costat esquerre, l'esposa de Meryre, Tenra, ofereix una altra oració a Aton.

## Sala exterior
Originàriament hi havia quatre columnes que sostenien el sostre, cadascuna amb la forma d'un feix de vuit tiges de papir. Les dues de l'esquerra es van eliminar, potser en temps dels cristians. Al costat de la porta d'entrada, hi ha cartutxos amb un petit panell a la part inferior que mostra Meryre I agenollat i oferint una oració. En la llinda, Meryre I s'agenolla per adorar els cartutxos d'Aton, del rei i de la reina (actualment desfigurats).
A més a més, en sentit contrari a les agulles del rellotge des de la porta, hi ha les escenes següents:

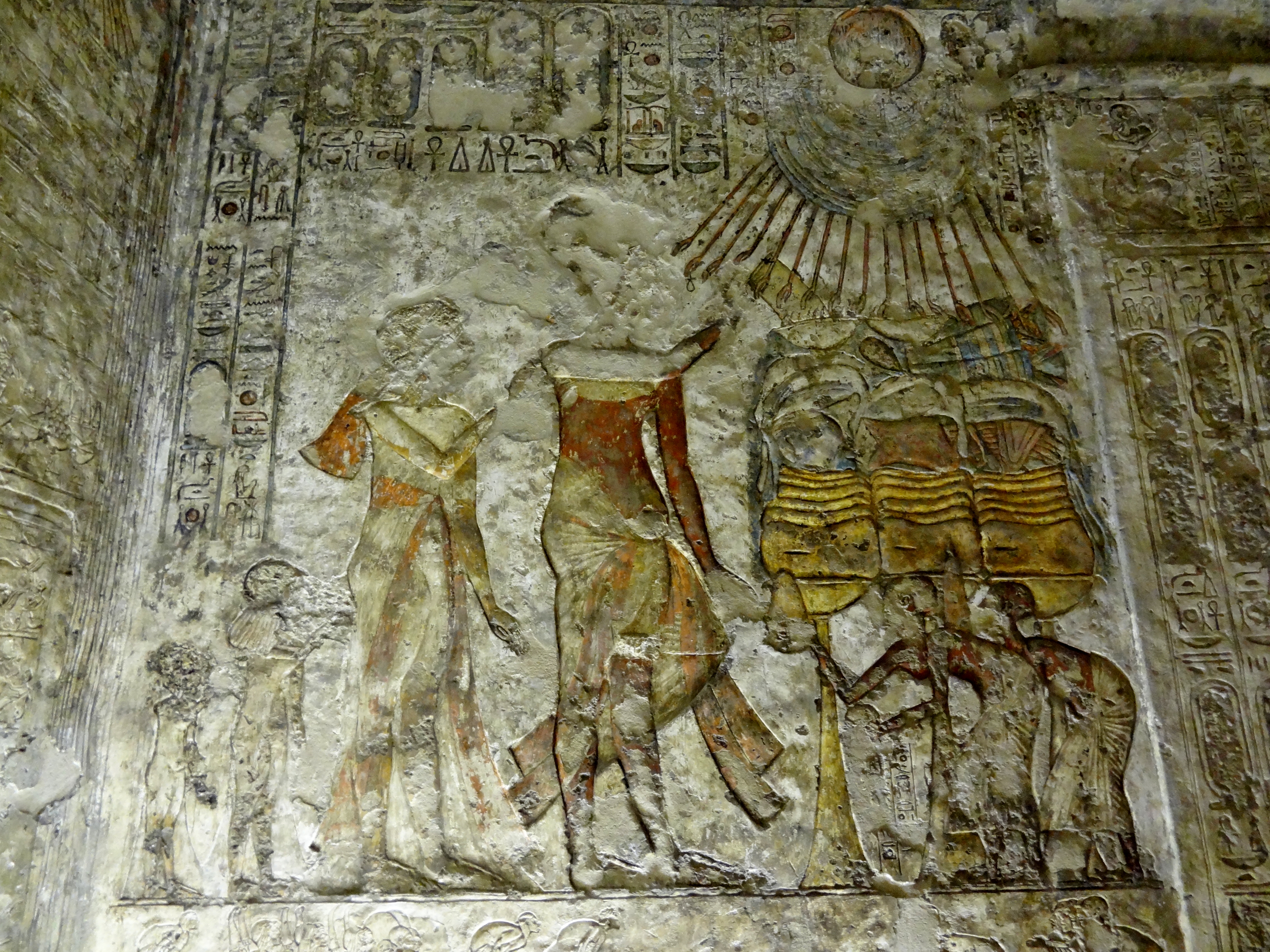
El rei, la reina i dues filles fan ofrenes a Aton

- El rei, la reina i dues filles (Meritaton i Meketaton) fan ofrenes a Aton. Meryre I, com a summe sacerdot, és el primer de les dues figures que estan inclinades al costat de les ofrenes. Es veu una representació inusual d'Aton on els rajos estan separats del disc per uns arcs, possiblement representant núvols. A sota de l'escena principal, hi ha dos registres més estrets que representen sacerdots, assistents, i (baix a la dreta) un grup de músics d'homes cecs. Aquest últim grup està particularment ben tallat i mereix una investigació exhaustiva.

- En la següent escena, igual que l'escena anterior, s'executa sense interrupció per la paret lateral i per la paret de l'extrem nord. El tema, en dos registres, consisteix en representacions arquitectòniques detallades:

- A dalt a la dreta, hi ha una representació de la Casa del rei a la ciutat principal amb la finestra d'aparicions. A l'esquerra es veu un grup de carros esperant, portadors de ventalls (a baix), i un escorta (a dalt), incloent representants de les nacions estrangeres: nubians, sirians i libis. Més a l'esquerra, es veu l'atri exterior del temple, on destaquen el rei, la reina i quatre princeses adorant Aton. Per sota de la pila de les ofrenes hi ha un animal sacrificat; per sota de les princeses, es veu un petit edifici amb la seva pròpia finestra d'aparicions.

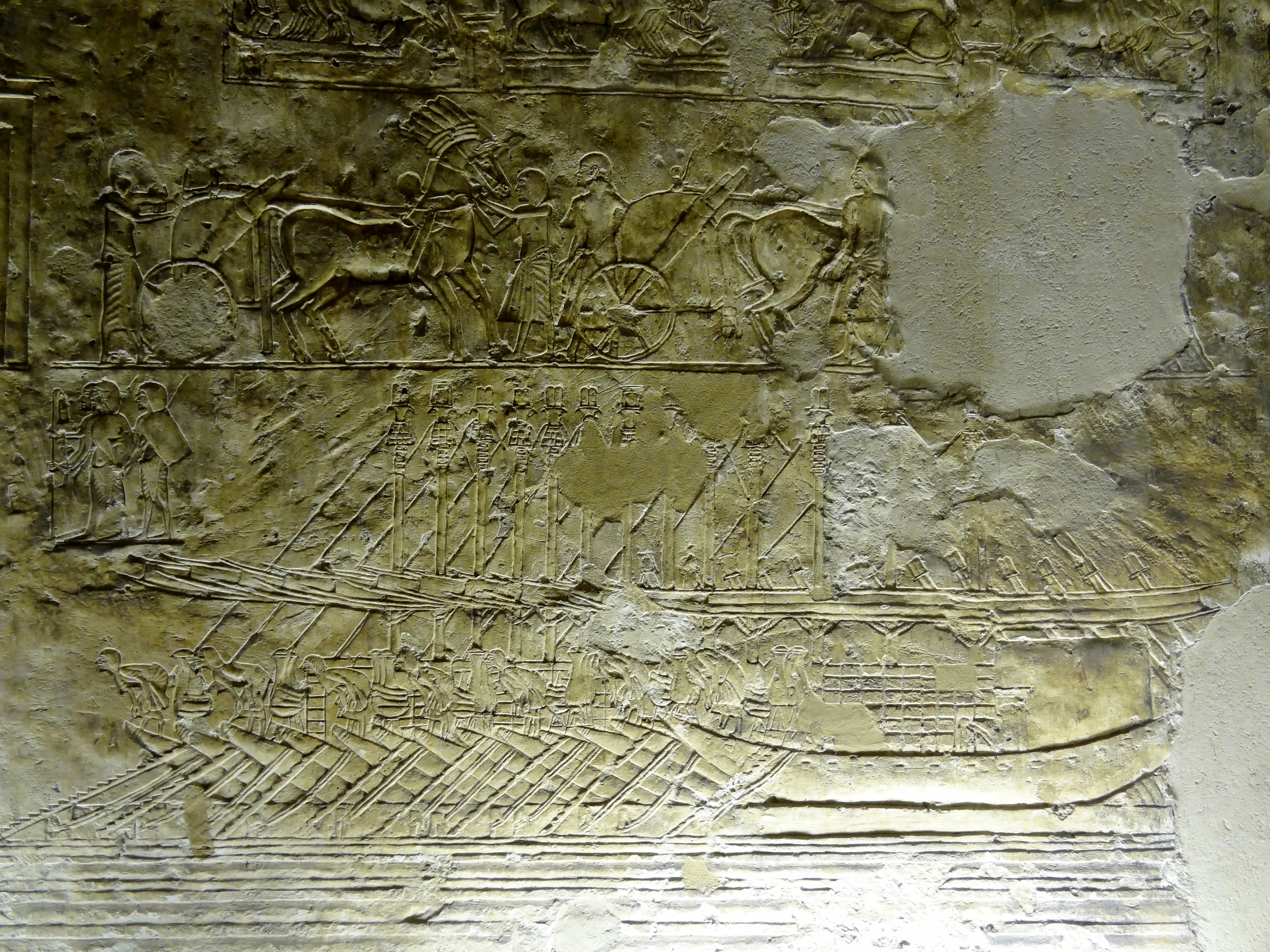
Grup de carros esperant (a dalt) i vaixells amarrats (a baix)

- A baix a la dreta, l'escena comença amb detalls de locals de la ciutat. En la part superior apareix un pati amb bestiar, on els bous s'engreixen manualment. Els bous estan immobilitzats i sota dels seus caps hi ha un llarg menjador de pedra amb aliments. A continuació es mostra la vora del riu, on tretze vaixells estan amarrats en estaques de fusta i tenen palanques amb escales. A l'esquerra, hi ha un pati en el qual destaquen el rei amb la família reial recompensant amb collarets d'or Meryre I, que està dret amb els braços en alt.
- A dalt a l'esquerra apareix un temple a Aton. A la part superior i inferior (per tant, a cada costat de l'edifici), hi ha una fila de taules per a ofrenes individuals. L'entrada principal al temple es troba entre dues torres equipades amb pals per a banderes i banderoles. Més enllà (és a dir, a l'esquerra), hi ha un pati que conté un gran altar amb una rampa d'accés, i després altres patis i altars separats per una columnata.
- A baix a l'esquerra hi ha dos magatzems. El primer sembla que són dos patis on hi ha grans piles de gra a terra. Darrere hi ha una línia d'arbres amb els troncs protegits per murs baixos de maó amb esquerdes (similars als que es poden veure actualment a Amarna). El segon edifici és un gran magatzem que consta de quatre files de cambres llargues paral·leles, amb les seves entrades ombrejades per columnates i arbres. En un pati central, es troba una plataforma amb dossers i una rampa. Dins dels magatzems, hi ha pots de ceràmica, pans rodons, lingots de metall en forma de coixí, cofres, sacs, peix, contenidors de grans, etc.
- A la paret nord, a la cantonada de la dreta, hi ha un temple amb una plataforma aïllada amb una rampa que és un suport per a la pedra sagrada benben, flanquejada per una estàtua del rei assegut. A continuació es mostra un animal sacrificat en un altar. Un grup d'arpistes cecs ocupen la cantonada superior dreta. L'esplanada del temple conté files de columnes entre les quals destaquen més estàtues del rei.
- A la paret nord, a continuació, es veu un complex d'edificis enmig dels arbres. A la part superior, i una mica malmès, possiblement pot ser la casa de Meryre I, hi ha l'estable amb cavalls menjant en un menjador que està just a sota de la zona danyada de l'esquerra. A l'esquerra hi ha un jardí amb una piscina central. A la vora de la part danyada, es pot distingir una poalanca (aquesta és la primera representació d'aquest dispositiu conegut de l'antic Egipte). Al fons de l'escena hi ha dues piscines rectangulars.
- Al voltant de la porta hi ha oracions d'adoració.

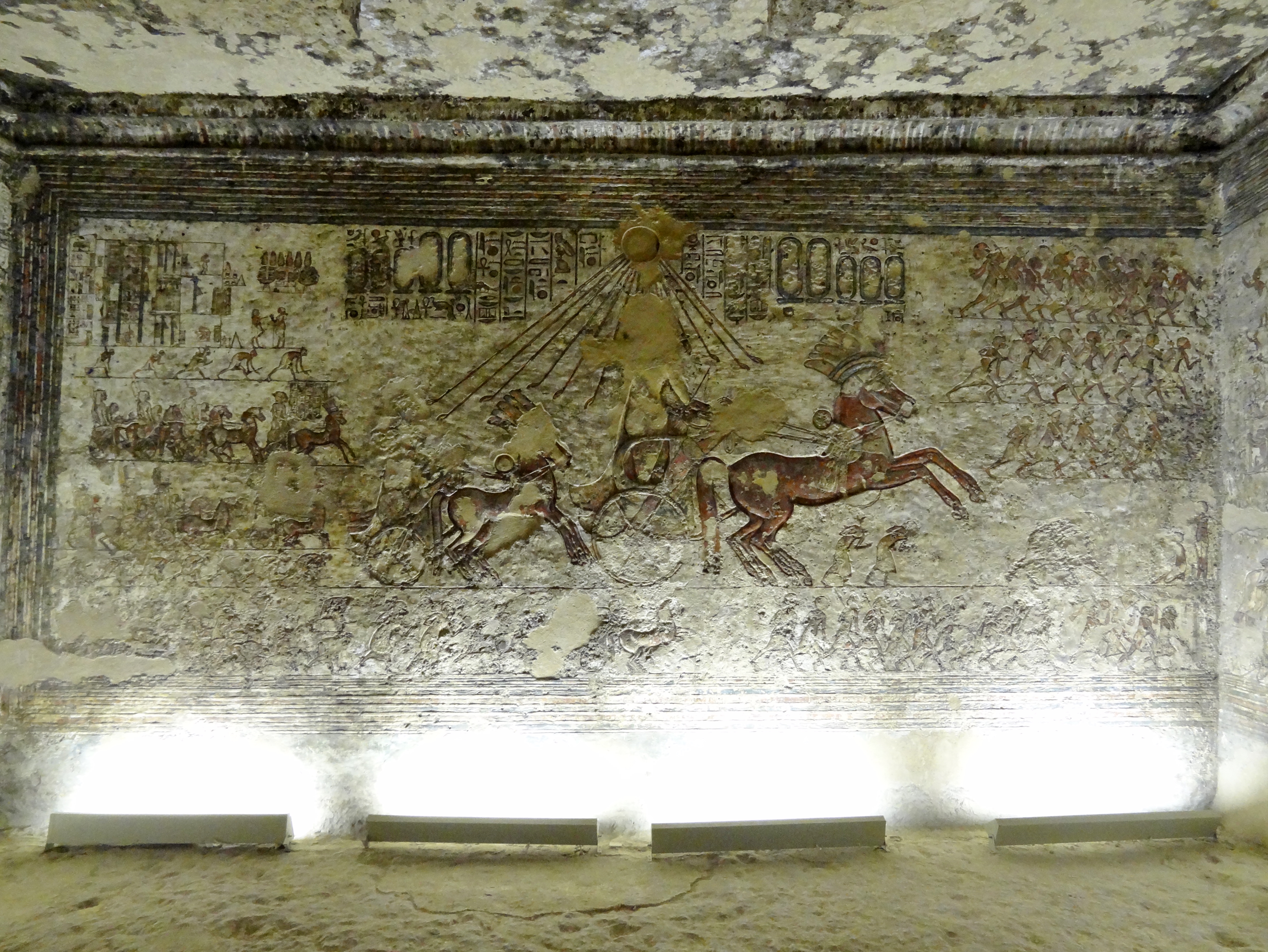
El faraó Akhenaton dalt del seu carro il·luminat pels rajos del disc solar, Aton

- Visita reial a un temple a Aton. El temple està dibuixat en una escala més petita i en un diagrama vertical. El temple està a la part superior. A l'entrada, hi ha un piló a la part inferior amb pals per a penjar banderes, el seu altar està just per sobre, i l'escala i la rampa es mostra en una vista frontal. A l'esquerra, el personal del temple es prepara per rebre el rei. En la part més alta hi ha dos grups femenins de músiques. En el centre de l'escena Akhenaton i Nefertiti arriben en carros separats. El carro del rei es mostra molt detallat. Al costat de cada carro, està penjada una funda adornada per portar un arc. Davant dels carros hi ha guardaespatlles armats que corren. Els homes de la tercera fila inferior porten fuets. Darrere del carro de la reina en venen dos més, cadascú amb dues princeses. La parella inferior (en gran part destruït) són Meritaton i Meketaton; la parella superior són Ankhsenpaaton i Neferneferuaton Tasherit. Al parell de carros de les princeses els segueixen més carros. A la cantonada superior esquerra, hi ha una altra representació de la casa del rei, i al centre de l'edifici es troba la finestra d'aparicions.[2]

## Sala interior i santuari
La intenció era tallar una sala interior amb quatre columnes, però el treball va ser abandonat en una etapa bastant primerenca. Això demostra, però, com els picapedrers van treballar: l'eliminació de la pedra en blocs rectangulars complets, potser per al seu ús en altres llocs. El santuari a la part posterior també està en una etapa preliminar.